# Tobias Verhaecht
Tobias Verhaecht (Amberes, 1561-1631) fue un pintor barroco flamenco, especializado en la pintura de paisaje.

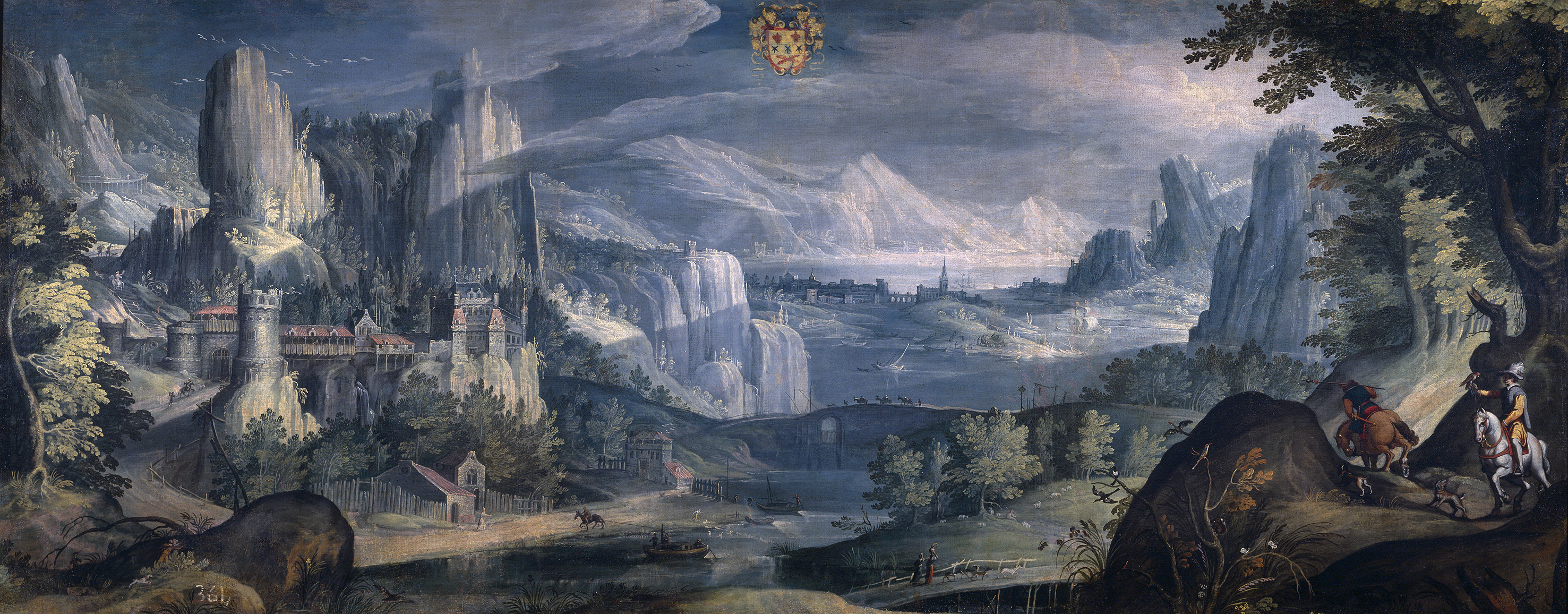
Paisaje alpino, óleo sobre lienzo, 106 x 267 cm, Madrid, Museo del Prado.

A Tobias Verhaecht se le documenta en el curso 1590-1591 cuando se registró como maestro en el gremio de San Lucas de Amberes. Miembro de una familia de comerciantes de arte, es probable que los años anteriores viajase por Italia, como testimonian algunos dibujos de carácter topográfico. De regreso en Amberes alcanzó de inmediato un alto nivel de prestigio profesional. Fue el primer maestro de Rubens, hacia 1592, y por su taller pasaron algunos pintores paisajistas de relativa importancia, como Jacques Backereel, Cornelis Bol, Pieter van der Hoeck y Abraham Matthyssens. En 1594 trabajó con Marten de Vos en las decoraciones efímeras para la entrada en Amberes del archiduque Ernesto de Austria, de cuya corte fue pintor.
Los paisajes montañosos de Verhaecht se mantuvieron fieles al típico «paisaje del mundo» creado por Joachim Patinir y divulgado por Pieter Brueghel el Viejo, con su visión panorámica, horizontes muy altos, montañas rocosas y abruptas de perfil agudo, y el convencional esquema tripartito del color: marrón en el primer plano, verde en el plano medio y azul para el fondo, para crear la sensación de profundidad. La Visión de san Juan en Patmos del Museo del Ermitage, fechada en 1598, una de las obras más tempranas que se han conservado, conjuga esas características con una representación del mar encrespado de gusto también manierista. Esos esquemas y los fantásticos macizos montañosos que caracterizan la pintura de Verhaecht no van a cambiar en las últimas obras fechadas, de hacia 1623, cuando la pintura flamenca de paisaje evolucionaba hacia fórmulas más realistas.